# Terry McAuliffe
Terence Richard (Terry) McAuliffe (Syracuse (New York), 9 februari 1957) is een Amerikaans politicus van de Democratische Partij. Tussen januari 2014 en januari 2018 was hij gouverneur van de staat Virginia.

## Politieke loopbaan
Van 2001 tot 2005 was hij de voorzitter van het Democratic National Committee, de hoofdorganisatie die de Democratische Partij beheert. McAuliffe heeft een goede persoonlijke en politieke band met Bill Clinton en Hillary Clinton; hij was de co-voorzitter van Bill Clintons herverkiezingscampagne van 1996 en was voorzitter van Hillary Clinton's verkiezingscampagne van 2008.
Bij de verkiezing van 3 november 2009 voor het gouverneurschap van Virginia was McAuliffe kandidaat voor de Democratische nominatie maar verloor tegen Creigh Deeds, die zelf vervolgens verloor tegen de Republikein Bob McDonnell.
In 2013 was McAuliffe de enige kandidaat voor de Democratische nominatie. Tijdens de algemene gouverneursverkiezingen van 5 november 2013 versloeg hij de Republikeinse kandidaat Ken Cuccinelli, die dan procureur-generaal van Virginia was. McAuliffe werd als gouverneur ingezworen op 11 januari 2014.
In 2021 was hij kandidaat om opnieuw gouverneur van Virginia te worden, maar hij verloor van Republikein Glenn Youngkin.

### Gouverneurschap (2014–2018)
In 2017 trokken de rassenonlusten in Charlottesville, doelbewust ontketend door militante blanke extreemrechtse Amerikaanse groeperingen landelijk en wereldwijd veel aandacht. Schokkend was voor velen de aarzeling van president Trump om de aanstichters te veroordelen en uiteindelijk de antifascistische tegendemonstranten als even agressief en gewelddadig af te schilderen.
In een speech tijdens een persconferentie op 12 augustus liet McAuliffe geen enkel misverstand bestaan waar de staat Virginia en de V.S. staan: "Er is geen plaats voor jullie in deze geweldige gemeenschap.Jullie beweren dat jullie patriotten zijn, maar dat zijn jullie helemaal niet... Er is hier geen plaats voor jullie. Er is in de Verenigde Staten is geen plaats voor jullie!".
Omdat het gouverneurs in Virginia niet is toegestaan om twee aaneengesloten termijnen te dienen, was McAuliffe bij de verkiezingen van 2017 niet herkiesbaar. In zijn plaats werd luitenant-gouverneur en partijgenoot Ralph Northam naar voren geschoven, die de verkiezingen wist te winnen en McAuliffe op 13 januari 2018 opvolgde als gouverneur. Vier jaar later, bij de gouverneursverkiezingen van 2021, waren de rollen weer omgedraaid en werd McAuliffe opnieuw aangeduid als de Democratische kandidaat. Een terugkeer naar het gouverneurschap zat er echter niet in: met 48,6% van de stemmen werd hij verslagen door zijn Republikeinse tegenstander Glenn Youngkin (50,6%). Zijn verlies kwam voor velen als een verrassing, aangezien Virginia dikwijls Democratisch stemt en McAuliffe er goed voorstond in de peilingen.

### Gouverneursverkiezingen 2021
In december 2020 kondigde McAuliffe zijn campagne aan om opnieuw gouverneur van Virginia te worden. Op 8 juni 2021 won hij de Democratische voorverkiezingen. Op 2 november 2021 vond de gouverneursverkiezing plaats. Glenn Youngkin versloeg McAuliffe. Joe Biden won deze staat tijdens de presidentsverkiezingen van 2020 met een marge van ruim 10 procent. McAuliffe voerde campagne op wat hij eerder heeft bereikt als gouverneur op economisch gebied. Hij sprak zich uit over het belang van Bidens infrastructuurwet en benadrukte dat deze wet aangenomen moest worden. Daarnaast wilde hij het recht om te stemmen beschermen na een reeks Republikeinse wetten die dit moeilijker zouden maken en steunde hij Bidens American Rescue Plan, waarbij hij meende dat Youngkin deze stimulans "onnodig" vond. Youngkin nam in zijn campagne stelling tegen verplicht vaccineren tegen COVID-19. Hij beloofde ook om lessen in scholen over kritische rassentheorie te verbieden.